# Ulice i place w Mrągowie
W Mrągowie znajduje się 110 nazwanych ulic i placów. Poniżej spis uwzględniający część z nich, wraz z poprzednimi nazwami:
A B C D E F G H I J K L Ł M N O P R S Ś T U V W X Y Z Ź Ż

## A
- ulica Akacjowa (data nadania nazwy 30 października 1997)
- ulica gen. Władysława Andersa
- plac Armii Krajowej - nazwa poprzednia - Lindenplatz - plac Karola Marksa

## B
- ulica Bohaterów Warszawy - Neue Schulstrasse - Białostocka
- plac Bolesława Prusa
- ulica Brzozowa - Bismarckstrasse - Robotnicza
- osiedle Brzozowe
- ulica Bukowa (30 października 1997)

## C
- ulica Fryderyka Chopina - Bergstrasse
- ulica Cicha
- ulica Marii Curie-Skłodowskiej - Bahnhofstrasse

## D
- ulica Długa
- ulica Dolny Zaułek - Niedergasse - ulica o długości ok. 30 m., wybiegająca z południowo-wschodniego narożnika placu Michała Kajki (Rynku), a kończąca się skrzyżowaniem z ulicą 8 Maja. Jedynym obiektem obecnie zlokalizowanym przy ulicy jest kamienica z początku XX wieku, wpisana do rejestr zabytków nieruchomych województwa warmińsko-mazurskiego.
- ulica Dziękczynna - Treudankstrasse

## G
- ulica Giżycka - Rheiner Strasse
- ulica Gołębia
- ulica Grabowa (30 października 1997)
- ulica Grunwaldzka - Gartenstrasse
- osiedle Grunwaldzkie

## H
- ulica Harcerska - Junostrasse

## J
- skwer Jana Pawła II
- ulica Jaszczurcza Góra - Eidechsenberg
- ulica Jaśminowa (30 października 1997)
- ulica Jaworowa (30 października 1997)
- ulica Jeziorna - Seestrasse

## K

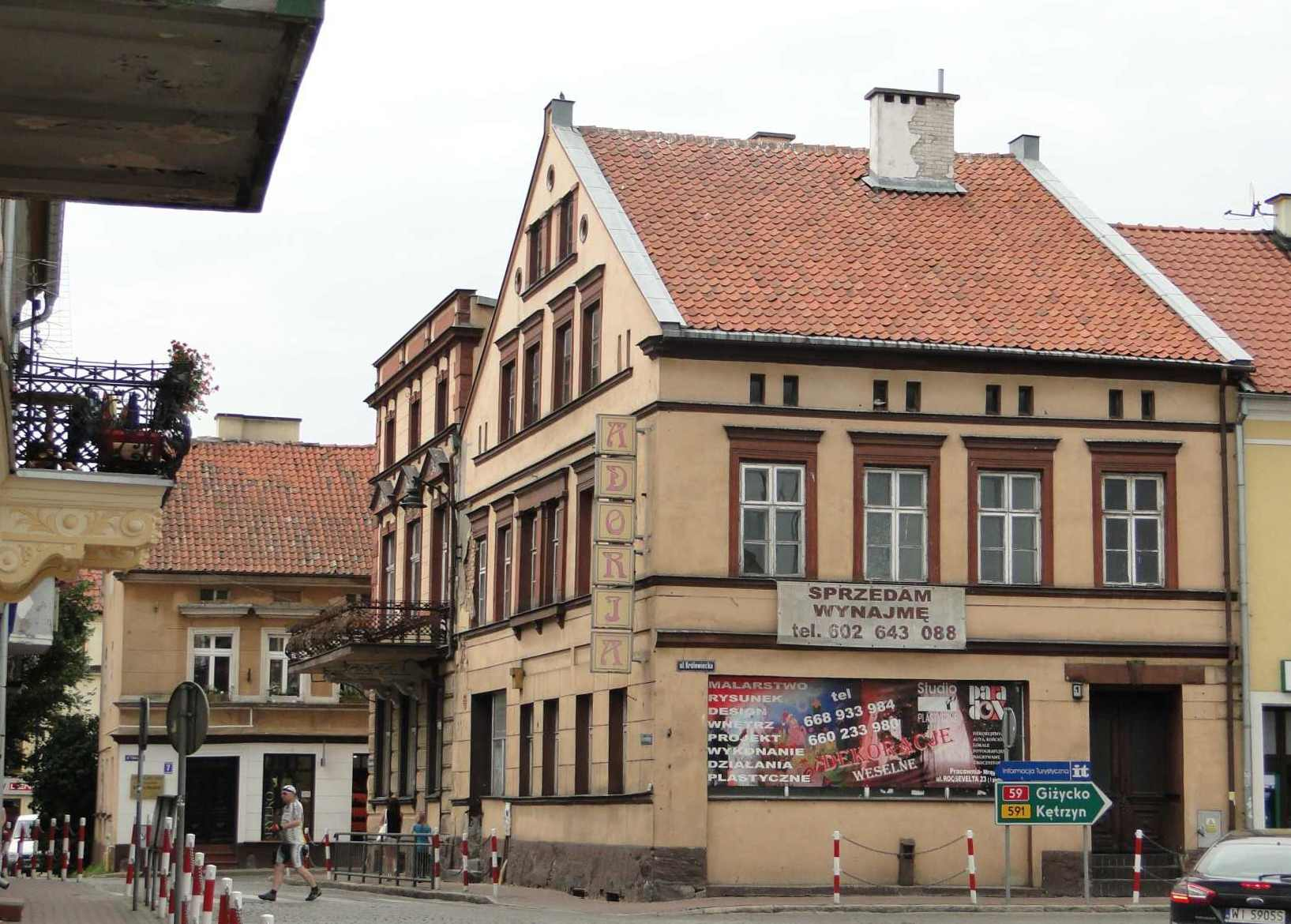
Ulica Królewiecka na Małym Rynku

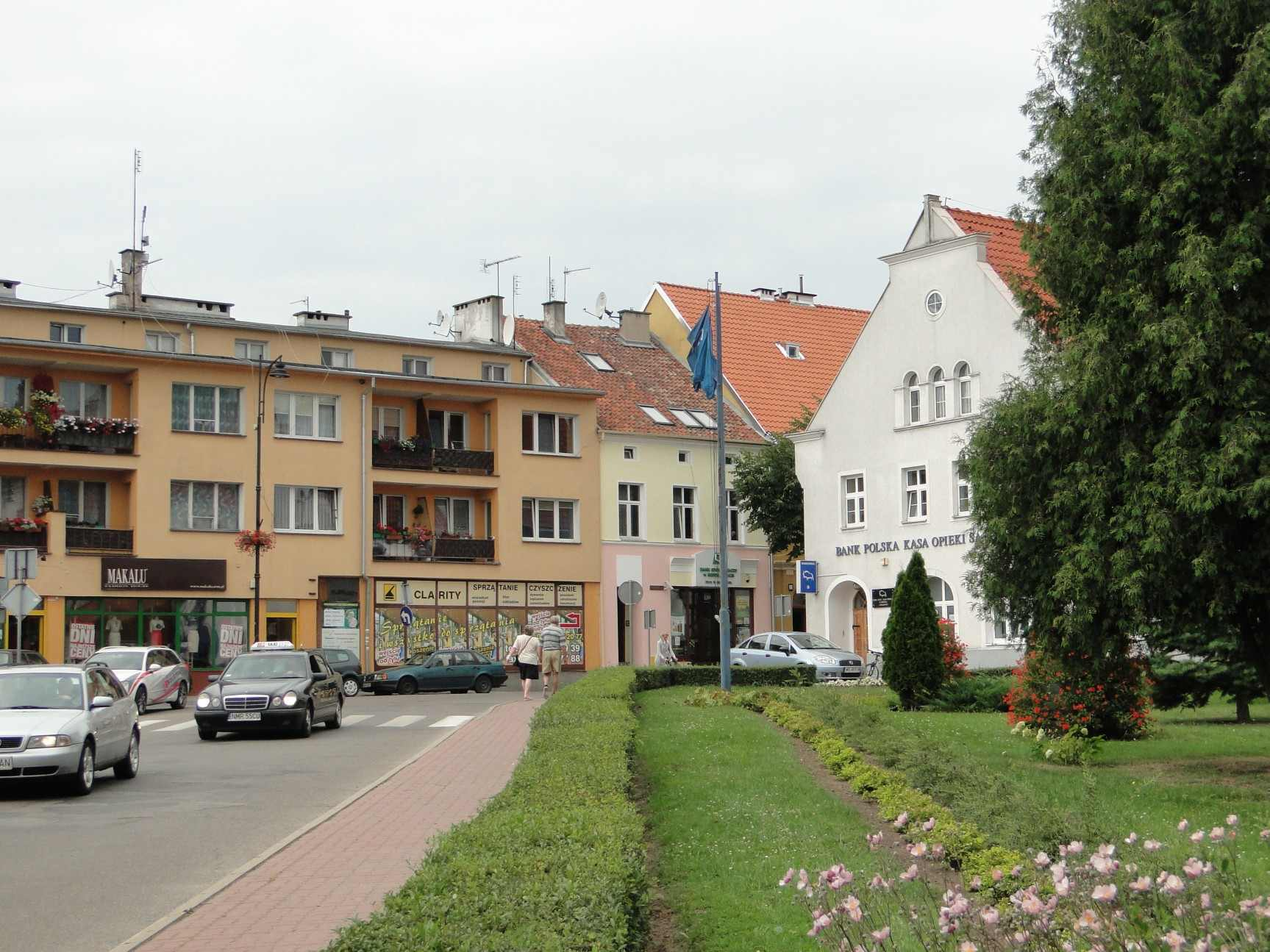
Plac Kajki

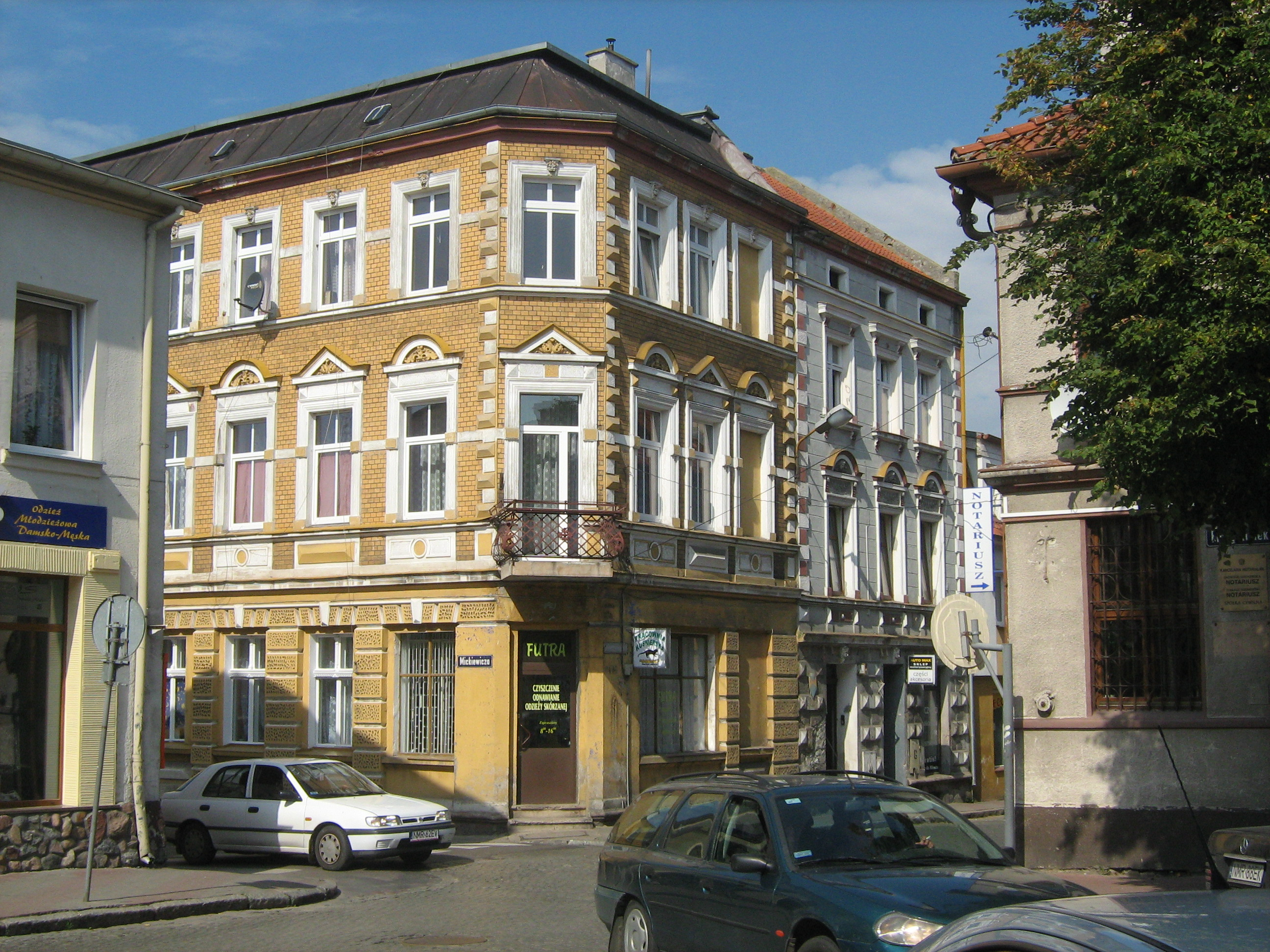
Ulica Kościuszki

- plac Michała Kajki - Grosser Markt
- ulica Kalinowa (30 października 1997)
- ulica Klonowa
- ulica Jana Kochanowskiego (30 października 1997)
- ulica Kolejowa - Bahnhofstrasse
- ulica Marii Konopnickiej
- ulica Mikołaja Kopernika
- ulica Kormoranów
- ulica Kościelna - Kirchenstrasse
- ulica Tadeusza Kościuszki - Altstädtische Strasse
- ulica Krakowska
- ulica Zygmunta Krasińskiego
- ulica Królewiecka - Königsberger Strasse - Armii Czerwonej
- ulica Krótka
- ulica Krucza
- ulica Krzywa
- ulica Księżycowa

## L
- ulica Laskowa - Wiesenweg
- ulica Leśna
- ulica Leśna Droga
- ulica Lipowa (30 października 1997)
- ulica Lubelska

## Ł
- ulica Łabędzia
- ulica Łąkowa

## M
- ulica 8 Maja - Langgasse

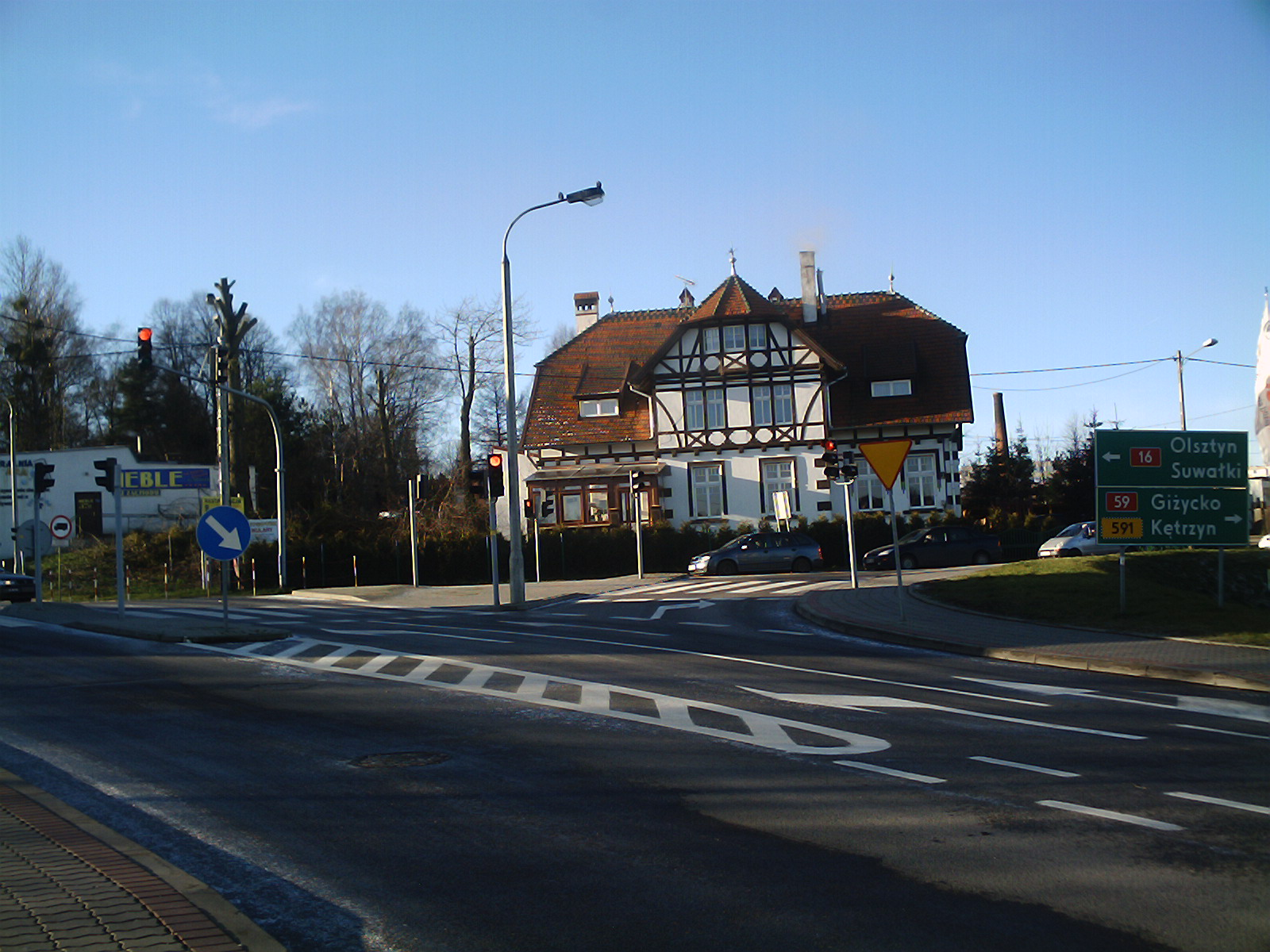
Ulica Mrongowiusza

- ulica Mała Warszawska - Kleine Warschauer Strasse
- Mały Rynek - Kleiner Markt
- ulica Mazurska - Wasserstrasse
- osiedle Mazurskie
- osiedle Medyk
- osiedle Metalowców
- ulica Adama Mickiewicza - Bischofsburger Strasse
- ulica Tadeusza Młodkowskiego - Sternstrasse - An der Kleinbahn - Dworcowa
- ulica Młynowa - Mühlentaler Weg - gen. Karola Świerczewskiego
- ulica Stanisława Moniuszki - Teichstrasse
- ulica Krzysztofa Mrongowiusza - Philosophenweg - Włodzimierza Lenina

## N
- ulica Na Ostrowiu - Werder - Mariana Buczka
- ulica Nadbrzeżna
- osiedle Nikutowo
- ulica Nowogródzka

## O
- ulica Oficerska
- ulica Ogrodowa
- ulica gen. Leopolda Okulickiego - Philosophenweg - PPR-u
- ulica Olsztyńska - Allensteiner Strasse
- ulica Orla
- ulica Elizy Orzeszkowej

## P
- osiedle Parkowe
- plac PCK
- ulica Piaskowa - Karwer Weg
- plac marsz. Józefa Piłsudskiego (30 września 1997) - plac Rocha
- ulica Plutonowa
- ulica Podmiejska (30 października 1997)
- ulica Polna
- półwysep Czterech Wiatrów
- ulica Przemysłowa

## R
- ulica Ratuszowa - Marktstrasse

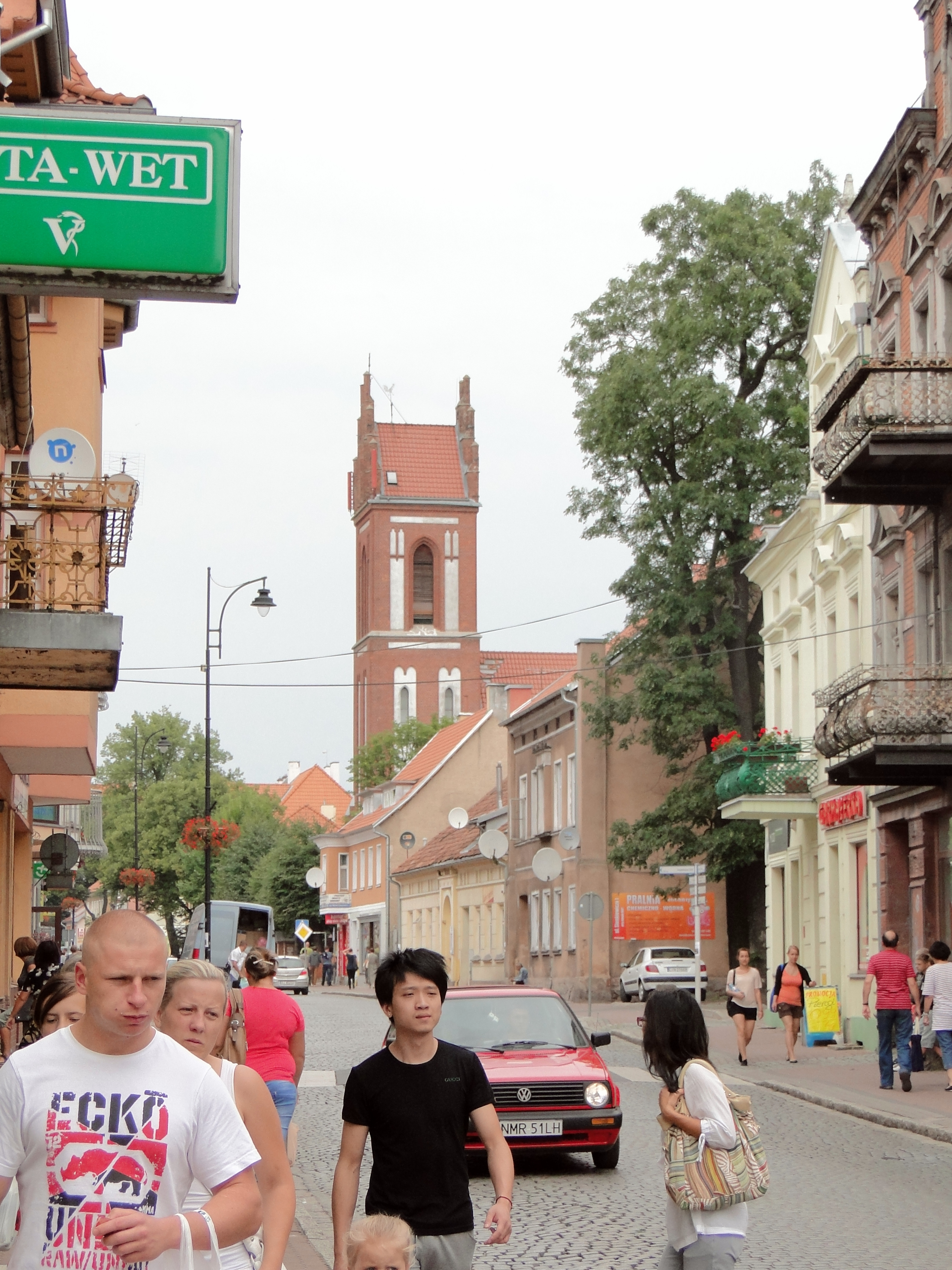
Ulica Królewicka

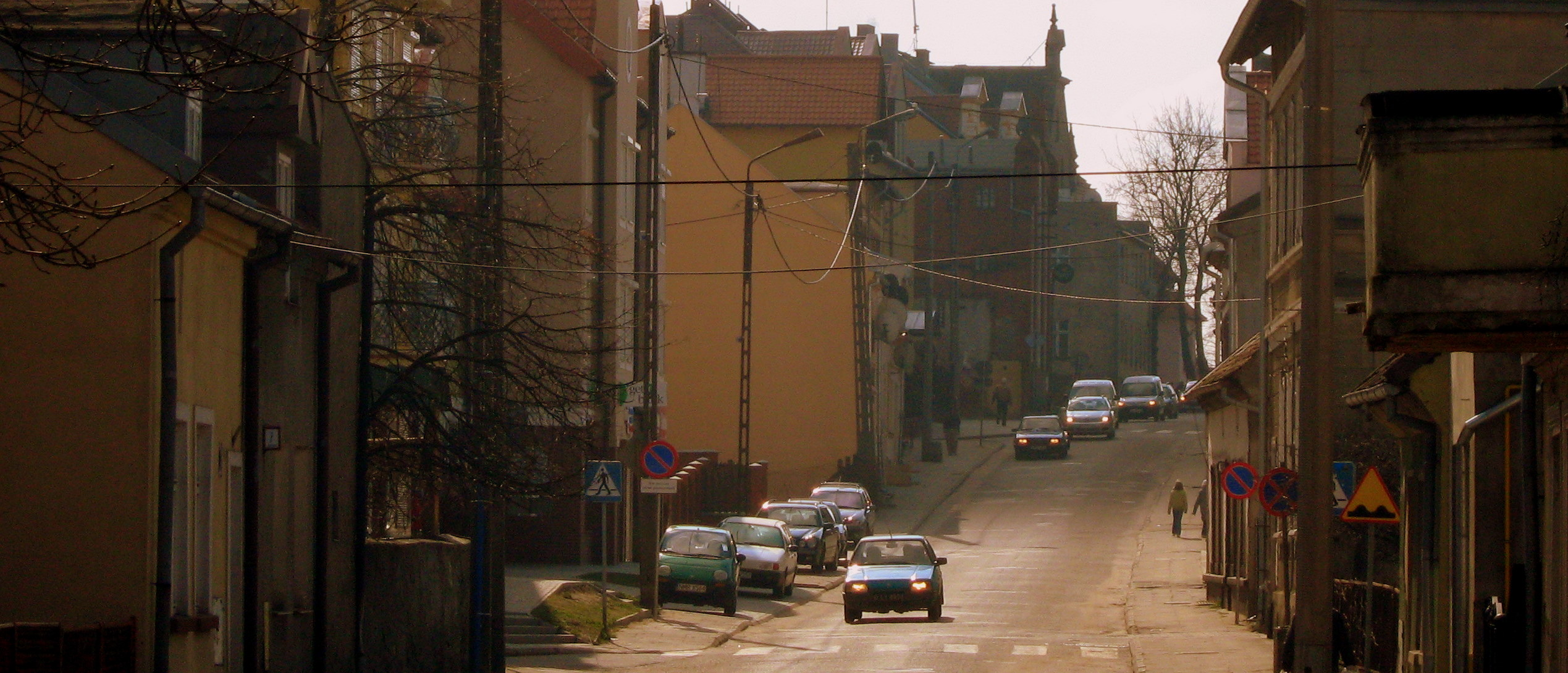
Ulica Roosevelta

- ulica Franklina Delano Roosevelta - Scheunenstrasse - Gartenstrasse
- ulica Rybna - Polnische Strasse - Fischerstrasse - ulica o długość 140 m, biegnąca równolegle do ulicy F.D. Roosevelta. Przed II wojną światową nosiła nazwę Fischerstrasse (Rybacka), a w XIX w. Polnische Strasse (Polska). Zabudowę stanowią domy pochodzące z końca XIX i początku XX w.

- ulica Rynkowa - Am Viehmarkt

## S
- ulica Henryka Sienkiewicza
- ulica Słoneczna
- plac Juliusza Słowackiego
- ulica Słowicza
- ulica Piotra Sobczyńskiego - Tannenbergstrasse - Zwycięstwa
- ulica Sołtyska - Am Siedler See
- ulica Spacerowa
- ulica Staromiejska
- ulica Szkolna

## T
- ulica Torowa
- ulica Towarowa (30 października 1997)
- ulica Romualda Traugutta - An der Bleiche
- ulica Juliana Tuwima (30 października 1997)
- ulica Tymniki - Tymnikswalder Weg ?

## W

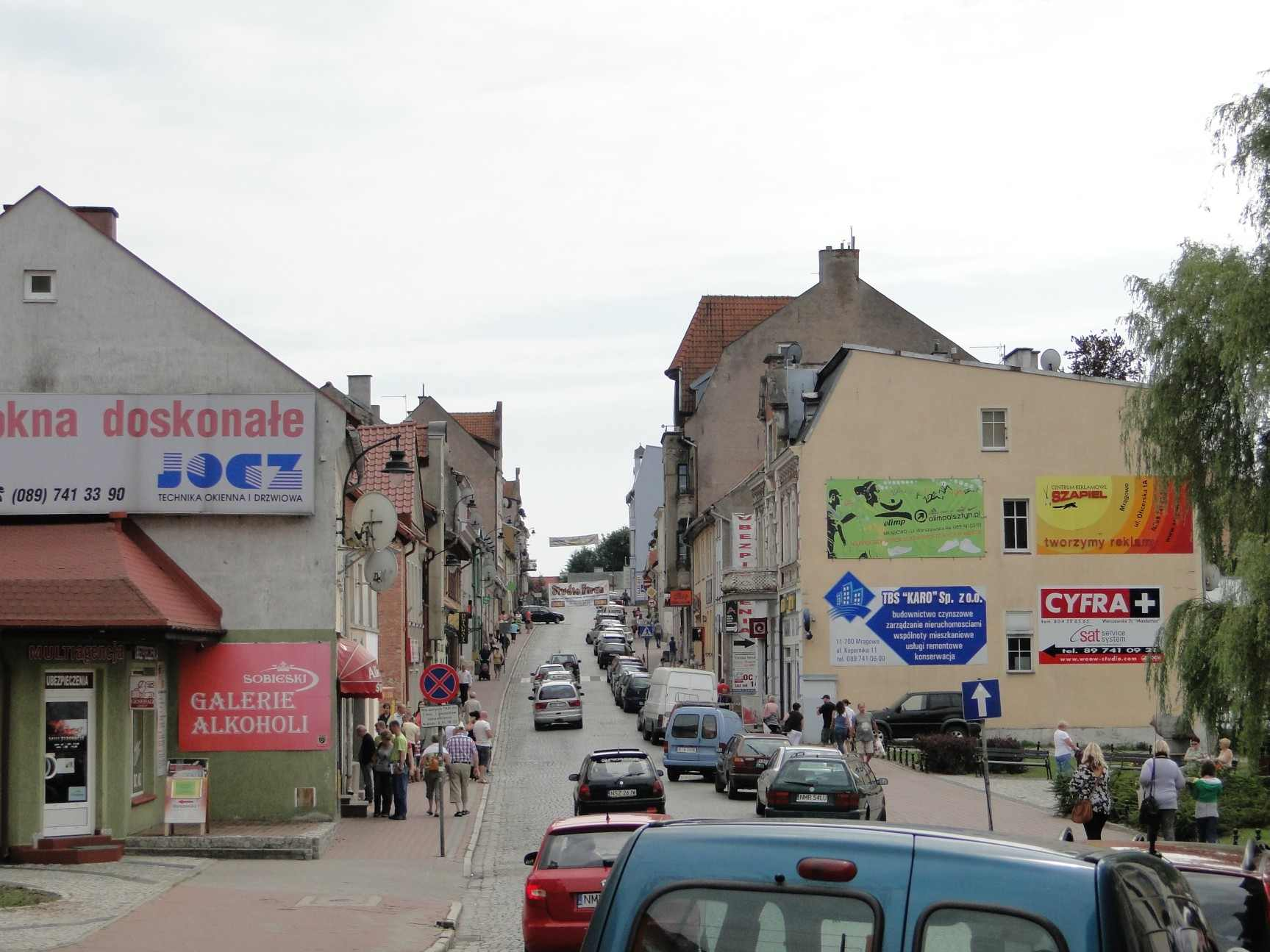
Ulica Warszawska

- ulica Warszawska - Warschauerstrasse - Adolf Hitler Strasse
- ulica Widok
- ulica Wiejska - Wiesenweg
- ulica Wileńska - Höhenweg
- ulica Wojska Polskiego - Kasernenstrasse
- ulica Wolności - Ordensritterstrasse
- ulica Stanisława Wyspiańskiego - Inselstrasse
- plac Wyzwolenia - Bülowplatz

## Z
- Zielone Wzgórze (25 września 2008)

## Ż
- ulica Stefana Żeromskiego - Juden-Markt - Altstädtischer Markt
- ulica Żołnierska
- ulica Żurawia